# Слоник листовой побеговый черёмуховый
Сло́ник листово́й побе́говый черёмуховый (лат. Phyllobius calcaratus) — вид жуков-долгоносиков из подсемейства Entiminae.

## Описание
Жук длиной 7—9 мм. Имеет серо-зелёную, бронзовую или красноватую окраску, всегда со слабым металлическим отливом. Ноги рыжие, лишь изредка слабо затемнены. Головотрубка не длиннее, но значительно уже головы. Спинка головотрубки на основании заметно уже лба между глазами, как правило, немного расширена по направлению вперёд. Чешуйки на диске надкрылий всегда длинные, волосковидные; ланцетовидные редки, главным образом на боках и сзади.

## Экология
Встречается в лесной зоне. Питается в основном на лещине (Corylus) и ольхе (Alnus).